# Лече
Лече (итал. Lecce; често и погрешно називан Леће) је главни град истоимене провинције који се налази у региону Апулија на југу Италије.
Лече се назива Фиренца југа, због значајних барокних споменика. Подручје у коме је Лече назива се Саленто. Други значајан оближњи град је Отранто. Главни извоз града је Лечеов камен, који је био позната алатка у кипарству.

## Историја
Према легенди на томе месту постоа је града Сајбар у време Тројанског рата. Основало га је италијанско племе Месапи. Касније су га заузели Јаподи, а Римљани су га заузели у 3. веку п. н. е. Тада је град имао име Лупиае. За време цара Хадријана, град је помакнут 3 km североисточно и добио је име Литиум. Имао је театар, амфитеатар и био је повезан са Хадријановом луком (садашњи Сан Каталдо). После пада Западног римског царства, Лече је страдао у Готском рату. Остроготски краљ Тотила је опљачкао град. Византија је освојила град 549. и остао је у њеном саставу пет векова са повременим прекидима. Током тих пет векова град је понекад долазио у руке Сарацена, Ломбарда, Мађара и Словена. Након Норманских освајања у 11. веку Лече је задржало комерцијални значај. Наставило је да просперира и током Хоенштауфоваца и Анжујаца. Грофовија Лече је била део Сицилијанске краљевине од 1053. до 1463. Анектиран је 1463. директно круни. Од 15. века Лече постаје још значајније и постаје један од најзначајнијих градова јужне Италије, а од 1630. обогаћен је барокним споменицима. Главна опасност је претила од отоманске инвазије, па је за време краља Карла V изграђена нова линија зидова и замак. Куга је 1656. побила хиљаде становника града.

## Знаменитости
Лече је познат по барокним споменицима.

### Цркве
- најзначајнија је Базилика Светог Крста. Њена градња је започела 1353, па је прекинута до 1549. Завршена је 1695. Црква има богато декорисану фасаду.
- Црква светог Николе је пример итало-норманске архитектуре. Основао ју је краљ Танкред од Сицилије 1180. Фасада је обновљена 1716. са многобројним додацима. Фреске су из 15-17. века
- Дуомо (катедрала) је једна од најзначајнијих у Италији. Оригинално је изграђена 1144, па поново 1230. Потпуно је обновљена 1659—1670.
- Целестински конвент (1549—1695) са барокним декорацијама Ђузепеа Цимбала

### Друге грађевине
- Римски амфитеатар из 2. века. У своје време амфитеатар је могао примити 25.000 људи. Сада је напола укопан, јер су многе грађевине биле грађене преко њега
- Ступ са кипом свеца заштитника града светог Лоренца. Бриндизи га је поклонио Лечеу, јер их је свети Лоренцо излечио од куге. Ступ је значајан јер је пре означавао крај Апијанског друма, главног друма из Рима према јужној Италији.
- замак Карла V је грађен 1539—1549.

## Географија
| Клима (Лече)               | Клима (Лече) | Клима (Лече) | Клима (Лече) | Клима (Лече) | Клима (Лече) | Клима (Лече) | Клима (Лече) | Клима (Лече) | Клима (Лече) | Клима (Лече) | Клима (Лече) | Клима (Лече) | Клима (Лече) |
| Показатељ \ Месец          | .Јан.        | .Феб.        | .Мар.        | .Апр.        | .Мај.        | .Јун.        | .Јул.        | .Авг.        | .Сеп.        | .Окт.        | .Нов.        | .Дец.        | .Год.        |
| -------------------------- | ------------ | ------------ | ------------ | ------------ | ------------ | ------------ | ------------ | ------------ | ------------ | ------------ | ------------ | ------------ | ------------ |
| Средњи максимум, °C (°F)   | 12,4 (54,3)  | 13,0 (55,4)  | 14,8 (58,6)  | 18,1 (64,6)  | 22,6 (72,7)  | 27,0 (80,6)  | 29,8 (85,6)  | 30,0 (86)    | 26,4 (79,5)  | 21,7 (71,1)  | 17,4 (63,3)  | 14,1 (57,4)  | 30 (86)      |
| Средњи минимум, °C (°F)    | 5,6 (42,1)   | 5,8 (42,4)   | 7,3 (45,1)   | 9,6 (49,3)   | 13,3 (55,9)  | 17,2 (63)    | 19,8 (67,6)  | 20,1 (68,2)  | 17,4 (63,3)  | 13,7 (56,7)  | 10,1 (50,2)  | 7,3 (45,1)   | 5,6 (42,1)   |
| Количина падавина, mm (in) | 80 (31,5)    | 60 (23,6)    | 70 (27,6)    | 40 (15,7)    | 29 (11,4)    | 21 (8,3)     | 14 (5,5)     | 21 (8,3)     | 53 (20,9)    | 96 (37,8)    | 109 (42,9)   | 83 (32,7)    | 676 (266,2)  |
| [ тражи се извор ]         |              |              |              |              |              |              |              |              |              |              |              |              |              |

## Становништво
Према резултатима пописа становништва 2011. у општини је живело 95.610 становника.
| 1931.  | 1936.  | 1951.  | 1961.  | 1971.  | 1981.  | 1991.   | 2001.  | 2011.  |
| ------ | ------ | ------ | ------ | ------ | ------ | ------- | ------ | ------ |
| 44.368 | 49.261 | 63.831 | 75.297 | 83.050 | 91.289 | 100.884 | 83.303 | 95.610 |

## Партнерски градови
- Ваљадолид
- Верона
- Праг 9
- Благоевград
- Скопље
- Остров Вјелкополски
- Будимпешта VI округ
- Мурсија

## Галерија
- Катедрала
- Детаљи базилике Светог крста
- римски театар
- Трг у граду
- Градски трг